# Karl Ulbricht
Karl Ulbricht (* 15. August 1842 in Köthen (Anhalt); † 24. Juli 1913 in Dessau) war ein deutscher Verwaltungsjurist.

## Leben
Karl Ulbricht studierte an der Universität Jena. 1863 wurde er Mitglied des Corps Thuringia Jena. Nach dem Studium trat er in den Staatsdienst des Herzogtums Anhalt ein. Von 1884 bis 1887 war er Kreisdirektor des Landkreises Zerbst. Von 1888 bis 1908 war Kreisdirektor des Landkreises Ballenstedt. Anschließend lebte er zunächst als Kreisdirektor z. D. in Jena und zuletzt bis zu seinem Tod 1913 als Kreisdirektor a. D. und Stiftsrat in Dessau.

## Auszeichnungen
- Ernennung zum Geheimen Oberregierungsrat[2]